# Platanthera japonica
Platanthera japonica là một loài thực vật có hoa trong họ Lan. Loài này được (Thunb.) Lindl. miêu tả khoa học đầu tiên năm 1835.